# Ochrotrichia cruces
Ochrotrichia cruces är en nattsländeart som beskrevs av Oliver S. Flint Jr. 1967. Ochrotrichia cruces ingår i släktet Ochrotrichia och familjen smånattsländor. Inga underarter finns listade i Catalogue of Life.